# L'Acteur et le Système
L'Acteur et le Système est un essai sociologique de Michel Crozier et Erhard Friedberg paru en 1977 aux éditions du Seuil. Il s'agit d'un ouvrage classique, essentiel dans l'histoire de l'école française de la sociologie des organisations et de l'analyse stratégique.